# Molophilus (Molophilus) maigamaigawa
Molophilus (Molophilus) maigamaigawa is een tweevleugelige uit de familie steltmuggen (Limoniidae). De soort komt voor in het Australaziatisch gebied.